# Mirabel-et-Blacons
Mirabel-et-Blacons – miejscowość i gmina we Francji, w regionie Owernia-Rodan-Alpy, w departamencie Drôme.
Według danych na rok 1990 gminę zamieszkiwało 728 osób, a gęstość zaludnienia wynosiła 42 osób/km² (wśród 2880 gmin regionu Rodan-Alpy Mirabel-et-Blacons plasuje się na 960. miejscu pod względem liczby ludności, natomiast pod względem powierzchni na miejscu 632.).